# 해군 조약문
《해군 조약문》(The Naval Treaty)은 영국 작가인 아서 코넌 도일의 56개 셜록 홈즈의 단편 소설 중 하나이며, 단편집 《셜록 홈즈의 회상록》에 수록되어 있다.

## 줄거리

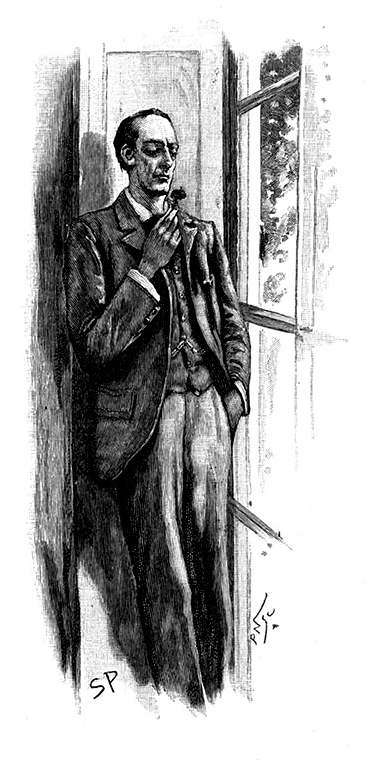
홈즈가 장미를 들고 있다.(시드니 파젯 삽화)

왓슨은 외무부에서 근무하는 학교 동창으로부터 편지를 받았다. 내용은 그 동창이 중요한 해군 조약문을 사무실에서 도난당했다는 것이다. 퍼시 펠프스가 야근도중 그가 주문한 커피를 보러 잠깐 자리를 비운사이 해군 조약문이 사라졌다. 그 사무실은 입구가 두 개가 있다. 두 개의 입구는 복도에서 만나게 되어 있다. 정문은 수위가 계속 지키고 있었다. 다른 문에서는 아무도 발견되지 않았다. 펠프스의 약혼자의 오빠가 런던에 있다는 걸 알았고 그가 들를 예정이었다. 펠프스는 혼자 사무실에서 일을 했었다.
펠프스는 사무실의 초인종 줄을 당겨 수위를 불렀는데, 놀랍게도 수위의 아내가 나타났다. 펠프스는 커피를 주문했고, 커피를 기다리는 동안 조약문의 필사본을 만드는 일을 하고 있었다. 주문한 커피가 오지 않자 그는 수위를 보러 사무실을 비웠다. 수위는 잠들어 있었고 커피물을 끓이고 있었다. 그는 수위를 깨우려 하지 않았는데 그때 갑자기 자신의 사무실에 연결된 종이 울렸다. 자신의 책상 위에 해군 조약문이 그대로 펼쳐진 채 있었는데 이를 노리고 누군가가 들어왔음을 깨닫고, 펠프스는 사무실로 달려갔지만 조약문은 이미 사라지고 없었다.
도둑이 옆문으로 들어왔다는 것은 명백했다. 그렇지 않다면 도둑은 펠프스와 복도에서 마주쳐야 했다. 사무실에는 숨을 공간이 없었기 때문이다. 밖에는 비가 오고 있었는데 사무실에서 발자국은 발견되지 않았다. 그 시점에서 가장 유력한 용의자는 수위의 아내였다. 그녀는 그 시간에 건물을 바삐 빠져나가고 있었다. 그녀를 추적했지만 조약문은 발견되지 않았다. 다른 용의자는 수위와 펠프스의 동료인 찰스 고롯이었다. 누구에게서도 혐의점을 찾을 수 없었지만 경찰은 두 사람과 수위의 아내를 조사했다. 예상했던대로 아무것도 나오지 않았다. 펠프스는 그 사건으로 극도의 절망감에 빠져서 약혼자 오빠 방의 침대에 눕는 신세가 되었다. 뇌염으로 그는 두 달간 꼼짝없이 누워있었고 그의 명성과 명예는 땅에 떨어졌다.
홈즈는 이 사건에 흥미를 느끼고 다른 사람들이 놓친 증거들을 수집했다. 예를 들면 발자국이 없다는 것은 도둑이 택시로 왔다는 걸 의미했다. 펠프스가 누워있는 동안, 조약문의 내용이 다른 나라 정부에 흘러들어갈 경우 발생할 끔찍한 결과가 발생하지 않았다는 점도 홈즈가 놓치지 않았다. 왜 초인종이 울렸을까? 홈즈는 약혼자인 애니 해리슨과 그녀의 오빠인 조셉이 머무르고 있는 펠프스의 집에서 유용한 정보를 수집했다. 밤에는 간호사가 펠프스를 돌보고 낮에는 그녀가 펠프스를 간호했다.
워킹에서 펠프스를 보고 난 후, 홈즈는 마을에서 몇가지 조사를 했다. 그는 펠프스의 삼촌인 홀드허스트 경을 방문했다. 그는 조카에게 조약문에 관한 일을 맡겼었다. 홀드허스트 경을 만나보고 홈즈는 그를 용의선상에서 제외시켰다. 그리고 아무도 그 일에 관해서 엿들을 수 없었다는 것을 확인했다. 홀드허스트 경은 그 조약문이 프랑스나 러시아 대사의 손에 들어간다면 엄청난 재난이 발생할 것이라고 말했다. 다행스럽게도 조약문이 도난당한지 수 주가 지났지만 아직까지는 아무 일도 일어나지 않았다. 도둑은 아직 조약문을 팔아넘기지 않은 듯 했고, 홀드허스트 경은 범인에게는 시간이 얼마 남지 않았다고 말했다. 왜냐하면 조약문의 내용이 곧 발표될 것이기 때문이었다. 그렇다면 왜 아직까지 조약문을 팔아넘기지 않은 것일까?
홈즈는 워킹으로 돌아와 아직 조약문을 찾지 못했다고 펠프스에게 알려주었다. 그동안 집에서는 이상한 일이 발생했다. 누군가 밤에 펠프스의 방에 침입하려 했다는 것이다. 펠프스는 그를 놀래켜서 쫓았지만 얼굴은 보지 못했다. 하지만 침입자의 칼은 보았다. 이 일은 밤에 간호사가 없는 첫 날 발생했다. 홈즈는 애니에게 하루종일 약혼자의 방에 남아있다가 자러 갈 때 방문을 잠그라고 지시했고 그녀는 그 말에 따랐다. 홈즈는 왓슨과 펠프스를 런던으로 보내고 밖에 숨어서 침실을 지켜보고 있었다. 새벽 2시가 되었을 때 침입자가 나타났다. 그는 창문을 열고 들어가 마루의 숨겨진 쪽문을 열어 조약문을 꺼냈다. 그리고 창문을 넘어서 나오다 바로 홈즈에게 잡혔다.
도둑인 조셉이 조약문을 펠프스의 방에 숨겼는데 펠프스가 자신의 방을 계속 쓴 까닭에 조약문을 꺼낼 기회가 없었던 것이다. 조셉은 펠프스의 사무실에 들러서 펠프스가 없자 초인종을 울렸다. 하지만 그는 조약문을 발견하고 그 가치를 알아챘다. 그가 조약문에 접근할 수 없었기 때문에 끔찍한 결과가 발생하지 않은 것이다. 홈즈는 조셉이 주식에서 큰 돈을 잃어서 돈이 필요했다고 설명했다. 큰 절망감과 이기심 때문에, 조셉은 조약문의 분실로 펠프스가 겪을 고통에 개의치 않은 것이다.
극적인 것을 즐기는 홈즈의 성향대로 그는 다음날 아침 베이커 가 하숙집의 식탁에서 말 그대로 펠프스에게 조약문을 대령했다. 펠프스는 기뻐서 날뛰고 홈즈는 의기양양해 했고, 왓슨은 다시 한번 깜짝놀라 어쩔줄을 몰랐다. 홈즈는 조셉에게 몇 가지 단서가 있었다고 설명했다. 도둑이 조약문을 보기 전에 초인종을 울렸다고 가정할 때, 그리고 펠프스가 친척에게 사무실을 구경시켜 줬다고 언급한 점으로 보아 도둑은 사무실을 잘 안다는 사실, 조셉이 집으로 가는 도중 펠프스를 보러 온다는 사실, 그리고 워킹으로 가는 기차가 출발하기 직전 범행이 이루진 점, 비가 오고 있었는데 복도에는 발자국이 없기 때문에 도둑은 택시를 타고 왔다는 사실, 그리고 펠프스의 방으로 침입하려는 강도는 집의 구조를 잘 안다는 사실 등이 홈즈가 설명한 단서였다.